# Comté de Mendocino
Le comté de Mendocino est un comté de l'État de Californie aux États-Unis. Au recensement de 2020, il comptait 91 601 habitants. Son siège est Ukiah.
Il fait partie du Emerald Triangle, ou Triangle d'émeraude, la principale région productrice de marijuana aux États-Unis.

## Localités

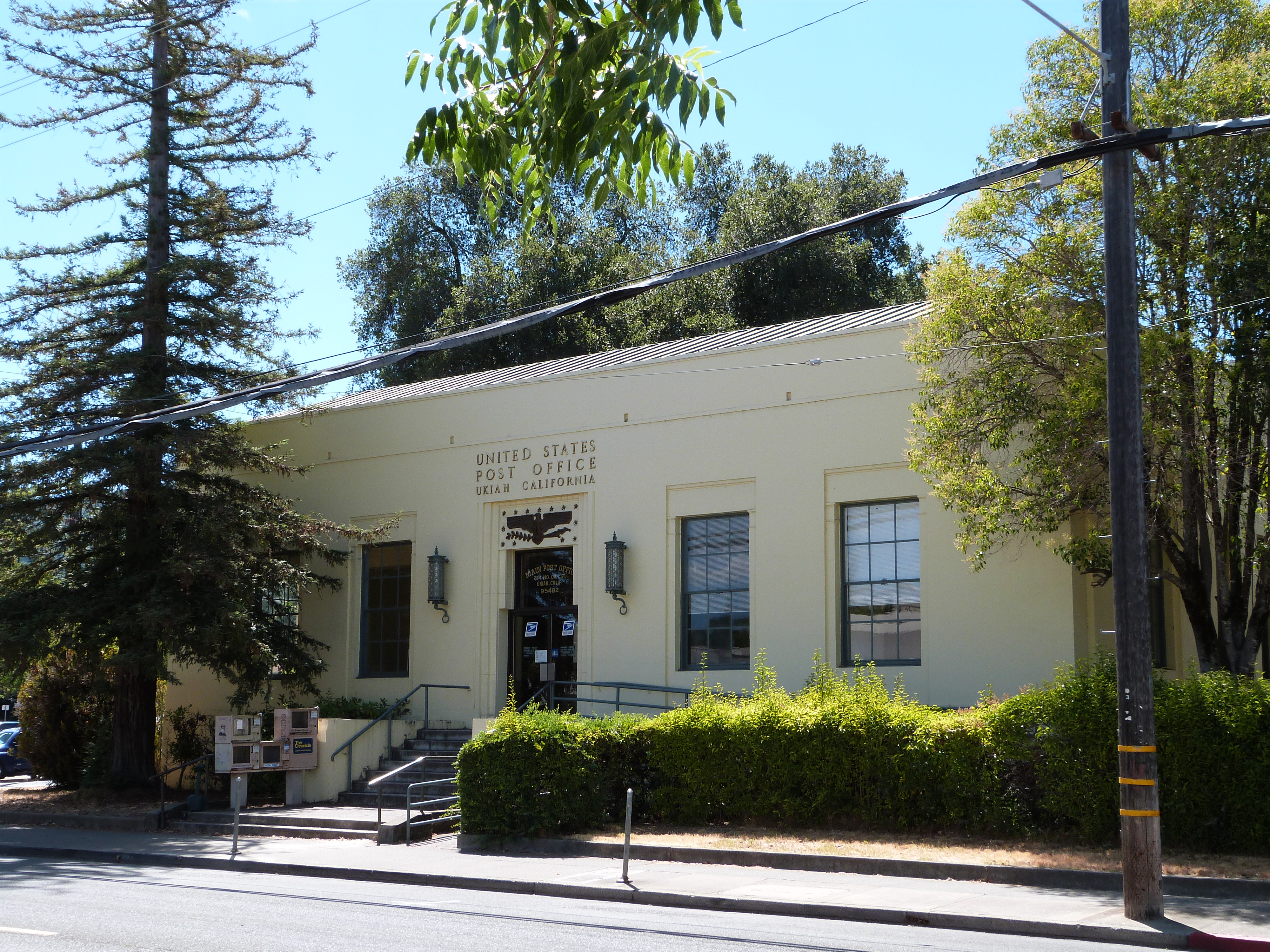
Ancien bureau de poste d'Ukiah (bâtiment historique).

- Albion
- Anchor Bay
- Boonville
- Branscomb
- Calpella
- Caspar
- Cleone
- Comptche
- Covelo
- Dos Rios
- Elk
- Fort Bragg
- Gualala
- Hales Grove
- Hopland
- Inglenook
- Laytonville
- Leggett
- Little River
- Longvale
- Manchester
- Mendocino
- Navarro
- Noyo
- Old Hopland
- Philo
- Point Arena
- Potter Valley
- Redwood Valley
- Rockport
- Talmage
- Ukiah
- Willits
- Westport
- Ancien bureau de poste d'Ukiah (bâtiment historique).Yorkville

## Démographie
| 1850 | 1860  | 1870  | 1880   | 1890   | 1900   |
| ---- | ----- | ----- | ------ | ------ | ------ |
| 55   | 3 967 | 7 545 | 12 800 | 17 612 | 20 465 |

| 1910   | 1920   | 1930   | 1940   | 1950   | 1960   |
| ------ | ------ | ------ | ------ | ------ | ------ |
| 23 929 | 24 116 | 23 505 | 27 864 | 40 854 | 51 059 |

| 1970   | 1980   | 1990   | 2000   | 2010   | 2020   |
| ------ | ------ | ------ | ------ | ------ | ------ |
| 51 101 | 66 738 | 80 345 | 86 265 | 87 841 | 91 601 |